# Anatema
Anatema (grč. ανάθεμα, starogrčki ἀνάθεμα, u doslovnom prijevodu „posvetiti“ ili „posvećeno“) je, u današnjem značenju, kletva ili prokletstvo.
U antičkoj Grčkoj anatemom se nazivala žrtva bogovima, odnosno što je posvećeno bogovima. U upotrebi pravoslavne crkve, anatema znači da se onaj, koji je primio anatemu, izdvaja iz zajednice vjernika i predaje na milost ili sud Božji; od tog trenutka Crkva više nije odgovorna za tu osobu, već takva osoba ima sama odgovarati pred Bogom. Anatema je u Pravoslavnoj crkvi ravna isključenju (ekskomunikaciji) u Rimokatoličkoj crkvi.
Semitski korijen od koga je nastao starozavjetni hērem, anatema, znači „staviti na stranu“, „zabraniti uporabu nečega u neposvećene svrhe“. Ovo bitno označava posvećenje Bogu. Crkva poznaje dvije vrste crkvene kazne: malu i veliku. U maloj crkvenoj kazni (epitimija) vjernik je izdvojen od svetih tajni i crkvenih službi. Obično je vremenski ograničena. U velikoj crkvenoj kazni (anatema, ekskomunikacija) dotični je potpuno i bez vremenskog ograničenja izdvojen iz zajednice vjernika. Skidanje velike crkvene kazne moguće je ako ekskomunicirana osoba dokaže svoj popravak. U srednjovjekovnim kršćanskim državama velika crkvena kazna donosila je sa sobom obično i gubljenje svakog državnog prava.

## Poznate ekskomunicirane osobe
- Ivana Orleanska
- Martin Luther
- Lav Nikolajevič Tolstoj
- Giordano Bruno